# Pedro Luis Medina
Pedro Luis Medina (5 de octubre de 1957 - 25 de marzo de 1997) fue un refugiado cubano que fue condenado y ejecutado en Florida por el asesinato de Dorothy James, una mujer de 52 años, en Orlando. Las incidencias en su ejecución provocaron protestas al uso de la electrocución como un medio de la pena capital.

## Asesinato
Medina fue uno de los casi 125.000 cubanos que partieron a los Estados Unidos durante el éxodo del Mariel en 1980. En Estados Unidos vivió con su media hermana en Orlando. Su víctima, Dorothy James, era una  profesora de gimnasia de una escuela primaria vecina de la hermana de Medina y con quien trabó cierta amistad.
James fue encontrada muerta en su apartamento el 4 de abril de 1982. Había sido amordazada y apuñalada varias veces hasta morir. En las primeras horas de la mañana del 8 de abril de 1982, Medina fue encontrado dormido en el automóvil de James en un área de descanso en la Interestatal 10 cerca de Lake City y fue detenido por el robo del automóvil. Al día siguiente, los detectives del Condado de Orange, Florida, que investigaban el asesinato entrevistaron a Medina en la cárcel del condado de Columbia sobre el robo del automóvil y el asesinato. Su explicación de cómo llegó al vehículo no fue convincente para la policía y fue detenido y acusado del asesinato de James. Medina solicitó un análisis psiquiátrico y fue examinado por dos psiquiatras. Los dos determinaron que Medina reunía los criterios legales para ser juzgado y el tribunal de primera instancia determinó que era apto para ser juzgado.
Medina fue juzgado en el Condado de Orange del 15 al 18 de marzo de 1983. Durante el juicio él testificó en su propia defensa y negó haber asesinado a James. Sin embargo, sí admitió haber estado en el apartamento de ella la noche del asesinato y que estaba en él cuando esta estaba muerta. Medina también admitió que un sombrero encontrado por los detectives de la policía en una cama cerca del cuerpo era suyo y que tomó el automóvil de James después de que fuera asesinada. Medina admitió conducir a Tampa donde intentó vender el automóvil a un hombre con el que se peleó en el momento de la venta. Esta persona testificó que había dado a Medina 250 dólares por el vehículo, pero luego Medina se había marchado con el automóvil. Las autoridades policiales encontraron en el interior del vehículo tras el arresto de Medina, un cuchillo.
Pedro Luis Medina fue declarado culpable de asesinato en primer grado y robo de auto. El jurado compuesto por 12 ciudadanos, por una votación de diez a dos, recomendó la pena de muerte para la condena por asesinato. El tribunal de primera instancia encontró dos circunstancias agravantes y una sola circunstancia atenuante. El tribunal consideró que las circunstancias agravantes superaban la circunstancia atenuante y lo sentenció a muerte. La Corte confirmó las sentencias. (Medina v. State, 466 So.2d 1046 (Fla. 1985)).
Fue enviado al corredor de la muerte en la Prisión Estatal de Florida, cerca de la ciudad de Starke en 1982. Tanto la hija de la víctima como el papa Juan Pablo II pidieron clemencia para Medina. Sus últimas palabras antes de ser ejecutado el martes 25 de marzo de 1997, fueron: "Todavía soy inocente". Durante la administración de la corriente eléctrica, la silla eléctrica conocida como "La Freidora" (o "Old Sparky") no funcionó correctamente, provocando que la cabeza de Medina ardiera.

## Controversias
En 1999, el estado de Florida escuchó una petición de Thomas Harrison Provenzano, otro preso en el corredor de la muerte, que argumentó que la silla eléctrica era un castigo cruel e inusual. Durante el proceso, el reverendo Glen Dickson, quien había estado presente en la ejecución de Medina, testificó que vio las llamas y el humo que salían de la cabeza de Medina, olía un olor acre y vio a Medina tomar tres respiraciones trabajosas después de que la corriente eléctrica de la silla había sido apagada y la correa sosteniéndolo en ella se había aflojado.
Patricia McCusker, superintendente asistente del Campo de Trabajo en la Prisión Estatal de la Florida, también testificó y manifestó que vio la mano izquierda de Medina apretarse mientras se estaba aplicando la corriente. Ella corroboró la observación de Dickson del humo y las llamas que venían de la cabeza de Medina y un olor, que ella dijo era un olor a quemado. McCusker dijo que ella también vio movimientos en el pecho de Medina después de que la corriente había sido apagada, pero afirmó que eran contracciones del músculo del pecho que no implicaban la respiración.